# Balantiopteryx io
Balantiopteryx io es una especie de murciélago de la familia Emballonuridae.

## Distribución geográfica
Se encuentra en Belice, Guatemala, y México. Aunque es una distribución relativamente amplia, los hábitats de la zona están en una situación de extrema fragilidad por la actividad turística y el vandalismo en las cuevas donde duermen, por lo que la especie está en peligro.